# Provinz Bokeo
Bokeo (Lao ແຂວງບໍ່ແກ້ວ) ist eine Provinz im Nordwesten von Laos im Goldenen Dreieck. Sie grenzt an Thailand und Myanmar. Die Einwohnerzahl beträgt 203.000 (Stand: 2020).
Die Hauptstadt und größte Stadt in der Provinz heißt Houayxay, sie liegt direkt am Mekong an der Grenze zu Thailand. Houayxay hat als Grenzstadt eine lange Geschichte des Rauschgiftschmuggels und war zudem ein Aufenthaltsort US-amerikanischer Truppen während des laotischen Bürgerkriegs zu Beginn der 1960er Jahre. Die Provinz entstand 1983 durch Ausgliederung aus der Provinz Luang Namtha. Im Jahr 1992 wurden die Distrikte Pak Tha und Pha Oudom von der Provinz Oudomxay abgetrennt und an Bokeo übertragen. In der Provinz gibt es 36 Gemeinden mit über 400 Orten. Mit 43 ethnischen Gruppen zählt die Provinz Bokeo zu den diversesten in Laos.
Der Name bokeo bedeutet „Edelsteinmine“ und weist auf die reichen Vorkommen an Edel- und Schmucksteinen in der Gegend hin.

## Verkehr
Die Provinz besitzt nahe der Provinzhauptstadt den Flughafen Ban Houayxay sowie seit Februar 2024 den internationalen Flughafen Bokeo der für die Sonderwirtschaftszone Goldenes Dreieck errichtet wurde. Diese Sonderwirtschaftszone befindet sich seit 2007 im Distrikt Ton Pheung direkt am Fluss Mekong.
Die Provinzhauptstadt ist über die Nationalstraße 3  zu erreichen. Über den Mekong gibt es flussabwärts eine Verkehrsverbindung mit dem Boot nach Luang Prabang und über die Freundschaftsbrücke eine Verbindung nach Chiang Khong in Thailand.

## Verwaltungseinheiten
Die Provinz besteht aus den folgenden Distrikten:
| Code | Distrikt     | Lao       |
| ---- | ------------ | --------- |
|      |              |           |
| 0501 | Ban Houayxay | ຫ້ວຍຊາຍ    |
| 0502 | Ton Pheung   | ຕົ້ນເຜິ້ງ     |
| 0503 | Meung        | ເມິງ       |
| 0504 | Pha Oudom    | ຜາອຸດົມ     |
| 0505 | Pak Tha      | ເມືອງປາກທາ |